# Gladiolus palustris
Gladiolus palustris là một loài thực vật có hoa trong họ Diên vĩ. Loài này được Gaudin miêu tả khoa học đầu tiên năm 1828.